# Championnats d'Europe d'aviron 2017
Navigation
Édition précédente Édition suivante
Les championnats d'Europe d'aviron 2017, soixante-quinzième édition des championnats d'Europe d'aviron, ont lieu du 24 au 28 mai 2017 à Račice, en République tchèque.

## Podiums

### Hommes
| Épreuves                           | Or | Or            | Argent | Argent        | Bronze | Bronze        |
| ---------------------------------- | --- | ------------- | --- | ------------- | --- | ------------- |
| Skiff poids légers LM1x            | Suisse Michael Schmid | 6 min 51 s 72 | Hongrie Péter Galambos | 6 min 51 s 85 | Belgique Niels Van Zandweghe | 6 min 51 s 91 |
| Deux de pointe poids légers LM2−   | Irlande Mark O'Donovan Shane O'Driscoll | 6 min 32 s 34 | Russie Nikita Bolozin Aleksey Kiiashko | 6 min 34 s 74 | Italie Giuseppe Di Mare Alfonso Scalzone | 6 min 34 s 89 |
| Deux de couple poids légers LM2x   | France Pierre Houin Jérémie Azou | 6 min 17 s 67 | Irlande Gary O'Donovan Paul O'Donovan | 6 min 20 s 06 | Italie Stefano Oppo Pietro Ruta | 6 min 20 s 36 |
| Quatre de pointe poids légers LM4- | Russie Maksim Telitcyn Aleksandr Bogdashin Aleksandr Chaukin Aleksey Vikulin                                                                              | 6 min 8 s 09  | Italie Matteo Pinca Martino Goretti Piero Sfiligoi Catello Amarante II                                                                                                | 6 min 8 s 23  | Tchéquie Jan Hájek Jan Vetešník Jiří Kopáč Milan Viktora                                                                                         | 6 min 14 s 74 |
| Skiff M1x                          | Tchéquie Ondřej Synek | 6 min 48 s 13 | Croatie Damir Martin | 6 min 50 s 02 | Biélorussie Stanislau Shcharbachenia | 6 min 52 s 99 |
| Deux de pointe M2-                 | Italie Matteo Lodo Giuseppe Vicino | 6 min 22 s 58 | France Valentin Onfroy Théophile Onfroy | 6 min 25 s 96 | Serbie Miloš Vasić Nenad Beđik | 6 min 27 s 68 |
| Deux de couple M2x                 | Italie Filippo Mondelli Luca Rambaldi | 6 min 20 s 92 | Pologne Mirosław Ziętarski Mateusz Biskup | 6 min 22 s 10 | Suisse Barnabé Delarze Roman Röösli | 6 min 24 s 16 |
| Quatre de pointe M4-               | Italie Marco Di Costanzo Giovanni Abagnale Matteo Castaldo Domenico Montrone                                                                              | 5 min 54 s 52 | Roumanie Cristian Ivascu Vlad Dragoș Aicoboae Marius Cozmiuc Ciprian Tudosa                                                                                           | 5 min 56 s 07 | Russie Aleksandr Stradaev Daniil Andrienko Semen Yaganov Grigorii Shchulepov                                                                     | 5 min 56 s 86 |
| Quatre de couple M4x               | Lituanie Dovydas Nemeravičius Martynas Džiaugys Rolandas Maščinskas Aurimas Adomavičius                                                                   | 5 min 44 s 65 | Pologne Dominik Czaja Dariusz Radosz Wiktor Chabel Adam Wicenciak | 5 min 48 s 02 | Italie Romano Battisti Andrea Panizza Giacomo Gentili Emanuele Fiume                                                                             | 5 min 49 s 13 |
| Huit M8+                           | Allemagne Johannes Weißenfeld Felix Wimberger Maximilian Planer Torben Johannesen Jakob Schneider Malte Jakschik Richard Schmidt Hannes Ocik Martin Sauer | 5 min 28 s 03 | Pologne Zbigniew Schodowski Mateusz Wilangowski Ryszard Ablewski Robert Fuchs Marcin Brzeziński Bartosz Modrzyński Mikołaj Burda Micha Szpakowskil Daniel Trojanowski | 5 min 30 s 91 | Pays-Bas Boaz Meylink Kaj Hendriks Tone Wieten Roel Braas Ruben Knab Mechiel Versluis Robert Luecken Bjorn van den Ende Diederik van Engelenburg | 5 min 31 s 05 |

### Femmes
| Épreuves                         | Or | Or            | Argent | Argent        | Bronze | Bronze        |
| -------------------------------- | --- | ------------- | --- | ------------- | --- | ------------- |
| Skiff poids légers LW1x          | Suède Emma Fredh | 7 min 36 s 24 | Irlande Denise Walsh | 7 min 38 s 00 | Suisse Patricia Merz | 7 min 39 s 94 |
| Deux de couple poids légers LW2x | Pologne Weronika Deresz Martyna Mikolajczak | 6 min 58 s 55 | Pays-Bas Marieke Keijser Ilse Paulis | 7 min 2 s 56  | Royaume-Uni Katherine Copeland Emily Craig | 7 min 3 s 02  |
| Skiff W1x                        | Royaume-Uni Victoria Thornley | 7 min 34 s 23 | Biélorussie Ekaterina Karsten | 7 min 34 s 92 | Allemagne Annekatrin Thiele | 7 min 35 s 79 |
| Deux de pointe W2-               | Roumanie Mădălina Bereș Laura Oprea | 7 min 0 s 53  | Danemark Hedvig Rasmussen Christina Johansen | 7 min 4 s 36  | Royaume-Uni Karen Bennett Holly Norton | 7 min 6 s 65  |
| Deux de couple W2x               | Tchéquie Kristýna Fleissnerová Lenka Antošová | 7 min 4 s 75  | Pays-Bas Lisa Scheenaard Marloes Oldenburg | 7 min 6 s 24  | Italie Kiri Tontodonati Stefania Gobbi | 7 min 7 s 79  |
| Quatre de pointe W4-             | Roumanie Cristina-Georgiana Popescu Alina Ligia Pop Beatrice-Madalina Parfenie Roxana Parascanu                                                          | 6 min 51 s 64 | Pologne Monika Ciaciuch Joanna Dittmann Anna Wierzbowska Maria Wierzbowska                                                                          | 6 min 55 s 32 | Pays-Bas Willeke Vossen Marleen Verburgh Annemarie Bernhard Lisanne Brandsma                                                                                      | 6 min 59 s 23 |
| Quatre de couple W4x             | Allemagne Daniela Schultze Charlotte Reinhardt Frauke Hundeling Frieda Haemmerling                                                                       | 6 min 24 s 08 | Pays-Bas Olivia van Rooijen Inge Janssen Sophie Souwer Nicole Beukers                                                                               | 6 min 25 s 63 | Royaume-Uni Bethany Bryan Mathilda Hodgkins-Byrne Jess Leyden Holly Nixon                                                                                         | 6 min 26 s 54 |
| Huit W8+                         | Roumanie Ioana Vrînceanu Viviana-Iuliana Bejinariu Mihaela Petrila Denisa Tilvescu Mădălina Bereș Iuliana Popa Adelina Bogus Laura Oprea Daniela Druncea | 6 min 10 s 35 | Pays-Bas Veronique Meester Aletta Jorritsma Kirsten Wielaard Lies Rustenburg Jose Van Veen Ymkje Clevering Karolien Florijn Monica Lanz Ae-Ri Noort | 6 min 12 s 86 | Russie Julia Kalinovskaya Valentina Plaksina Anna Aksenova Anna karpova Elena Oriabinskaia Anastasia Tikhanova Ekaterina Potapova Evgenii Terekhov Ksenia Volkova | 6 min 16 s 05 |

## Tableau des médailles
| Rang | Nation      | Or | Argent | Bronze | Total |
| ---- | ----------- | -- | ------ | ------ | ----- |
| 1    | Italie      | 3  | 1      | 4      | 8     |
| 2    | Roumanie    | 3  | 1      | 0      | 4     |
| 3    | Tchéquie    | 2  | 0      | 1      | 3     |
| 3    | Allemagne   | 2  | 0      | 1      | 3     |
| 5    | Pologne     | 1  | 4      | 0      | 5     |
| 6    | Irlande     | 1  | 2      | 0      | 3     |
| 7    | Russie      | 1  | 1      | 2      | 4     |
| 8    | France      | 1  | 1      | 0      | 2     |
| 9    | Royaume-Uni | 1  | 0      | 3      | 4     |
| 10   | Suisse      | 1  | 0      | 2      | 3     |
| 11   | Lituanie    | 1  | 0      | 0      | 1     |
| 11   | Suède       | 1  | 0      | 0      | 1     |
| 13   | Pays-Bas    | 0  | 4      | 2      | 6     |
| 14   | Biélorussie | 0  | 1      | 1      | 2     |
| 15   | Croatie     | 0  | 1      | 0      | 1     |
| 15   | Danemark    | 0  | 1      | 0      | 1     |
| 15   | Hongrie     | 0  | 1      | 0      | 1     |
| 18   | Belgique    | 0  | 0      | 1      | 1     |
| 18   | Serbie      | 0  | 0      | 1      | 1     |
|      | Total       | 18 | 18     | 18     | 54    |